# New Forest (Landschaft)

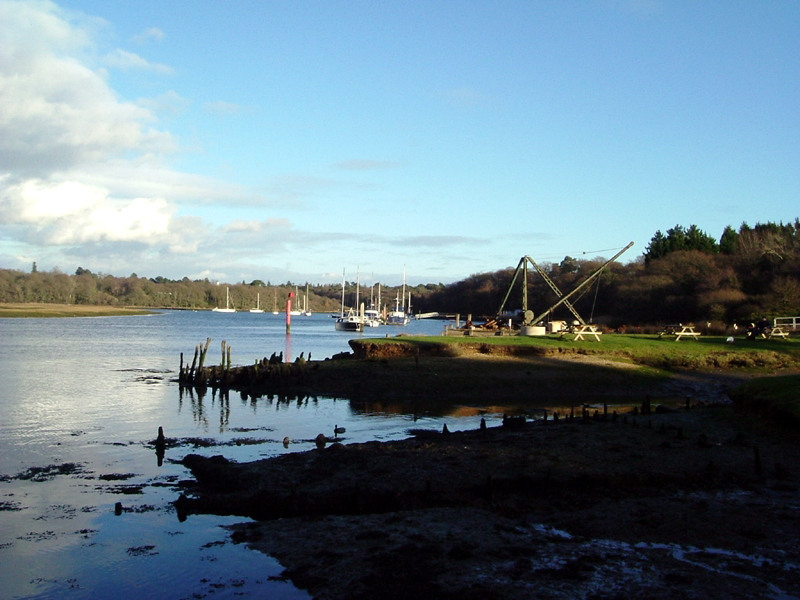
Buckler’s Hard am Beaulieu River

New Forest (Neuer Wald) ist eine Landschaft, die das größte unerschlossen gebliebene Gebiet mit Weideland, Heide und altgewachsenem Wald im dicht besiedelten Süden Englands umfasst. Das Gebiet des New Forest erstreckt sich über Südwest-Hampshire sowie Teile von Süd-Wiltshire und Ost-Dorset. Der New-Forest-Nationalpark liegt größtenteils in Hampshire, ein kleiner Teil in Wiltshire. Außerdem ist New Forest ein Bezirk von Hampshire, der den größten Teil des Waldes sowie einige benachbarte Gebiete umfasst.

## Geschichte

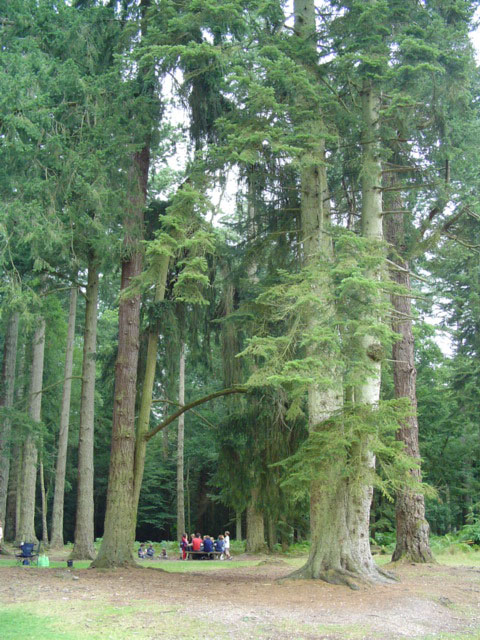
Picknick-Area im New Forest

Wie der größte Teil Britanniens war auch der New Forest ursprünglich bewaldet, wurde aber bereits zur Stein- und Bronzezeit partiell gerodet, um das Gebiet landwirtschaftlich zu nutzen. Die schlechte Qualität des Bodens führte aber dazu, dass sich das Land in eine Heidelandschaft verwandelte.
1079 wurde der New Forest von Wilhelm I. von England zum königlichen Wald für die Hirschjagd erklärt. Erstmals erwähnt wird er als Nova Foresta im Domesday Book von 1086. Die Einwohner von 66 Ortschaften wurden vertrieben. Wilhelms Nachfolger, William Rufus starb bei einem mysteriösen Jagdunfall am 2. August 1100 im New Forest. Der vermutliche Unfallort ist heute durch einen Stein markiert, den man unter dem Namen Rufus Stone kennt. Noch heute gehören rund 90 Prozent des New Forest der britischen Krone. Seit 1923 wird der Landbesitz durch die Forestry Commission (Forstamt) verwaltet. Etwa 50 Prozent des königlichen Landes liegen innerhalb des neuen Nationalparks.
Im Laufe der Zeit wurde der New Forest zu einem wichtigen Holzlieferanten für die Royal Navy und es wurde begonnen, die abgeholzten Flächen wieder aufzuforsten. Der Große Sturm von 1703 vernichtete ca. 4000 Eichen.
Die Nutzung durch die Marine beeinträchtigte die Rechte der ortsansässigen Bevölkerung. 1877 erließ das britische Parlament ein Gesetz, das ihre Rechte festschrieb, den New Forest Act. Es bestätigte die historischen Rechte der Bewohner und verbot, dass jemals mehr als 16.000 Acres (65 km²) abgetrennt werden dürfen. Das bereits bestehende Court of Verderers wurde derart verändert, dass es nun die Belange der Bürger vertritt, und nicht mehr die der Krone.
Während des Ersten Weltkriegs begann man mit der Abholzung der Laubbäume und Wiederaufforstung mit Nadelbäumen, um den Holzbedarf des Kriegs zu decken. Weitere Eingriffe gab es während des Zweiten Weltkriegs. Dieser Prozess wird heute umgekehrt, indem Nadelwald durch Laubwald oder Heideland ersetzt wird. Weitere New Forest Acts folgten 1949, 1964 und 1970. Im Jahr 1971 wurde der New Forest zum Gebiet von besonderem wissenschaftlichen Interesse ernannt, 1992 erhielt er den Status New Forest Heritage Area. Inzwischen wurden 571 km² zum Nationalpark erklärt.
Im 19. und 20. Jh. verkehrte hier die Warwickslade Cutting Railway.

## Rechte der Einwohner
Die New-Forest-Gesetze wurden zum Schutz des Gebietes als königliche Hirschjagd erlassen und Vergehen an den königlichen Hirschen oder ihrem Futter wurden streng bestraft. Im Laufe der Zeit erhielten die Bewohner spezielle Rechte gewährt: Weiderechte für Ponys, Rinder, Esel (und früher auch Schafe), Holz sammeln, Farn schneiden als Einstreu (ab 29. September), Torf stechen, Lehmabbau und Schweinemast mit Eicheln und Bucheckern zwischen September und November.

## Geographie

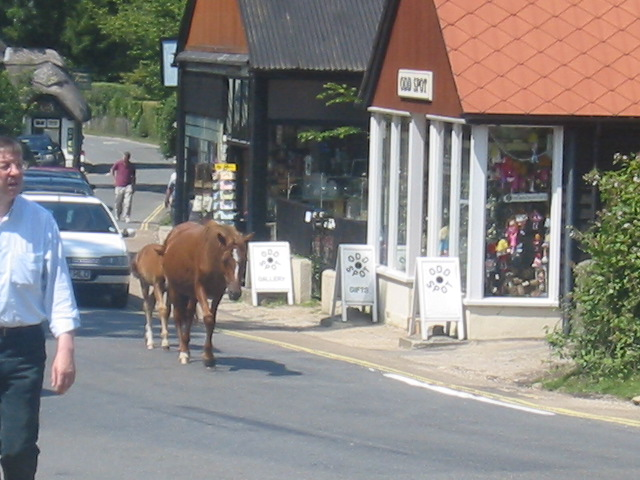
Ponys auf der Straße in Burley

### Übersicht
Die New Forest Site of Special Scientific Interest erstreckt sich über fast 300 km² und ist das größte zusammenhängende Gebiet ohne Ackerbau im Flachland der britischen Insel. Es beinhaltet etwa
- 146 km² Laubwald
- 118 km² Heide- und Grasland
- 33 km² Feucht- und Sumpfgebiete
- 84 km² Baumpflanzungen seit dem 18. Jahrhundert (einschließlich 80 km² angepflanzt durch die Forestry Commission seit den 1920er Jahren).

Zwei Flüsse entwässern den New Forest nach Süden, der Lymington River und der Beaulieu River.

### Ortschaften
Zu den Ortschaften im oder am New Forest zählen Lyndhurst, das sich als Hauptstadt des New Forest sieht, Brockenhurst, Fordingbridge, Ringwood, Beaulieu und Lymington. Am Westrand liegt Bournemouth und im Osten Southampton. Die Landschaft ist Namensgeber für den District New Forest in Hampshire.

## New-Forest-Nationalpark
Im Jahre 1999 verkündete Vizepremierminister John Prescott, die Countryside Agency (brit. Landschaftsbehörde) erwäge, den New Forest zum Nationalpark zu erklären. Am 1. März 2005 unterzeichnete Landwirtschaftsminister Alun Michael die Widmungsurkunde zum Nationalpark. Die Nationalparkverwaltung wurde am 1. April 2005 geschaffen und erhielt ihre vollen Rechte am 1. April 2006. Der Park umfasst 571 km².

## New-Forest-Coven
Im späten 19. oder frühen 20. Jahrhundert, wurde in der Region des New-Forest der New Forest Coven gegründet. Er spielte eine wichtige Rolle dabei, dass das Hexentum in England legitimiert wurde. Die lokalen Tradition aus dieser Region wurden, nachdem Gerald B. Gardner 1939 in diesen Coven initiiert wurde, schriftlich fixiert und führten schließlich zur Gründung der Wicca-Religion. Gardner schrieb bereits vor der Aufhebung des Verbots der Hexerei durch Winston Churchill im Jahre 1951, ein als Fantasy Roman getarntes Buch mit dem Titel „High Magic's Aid“, das 1941 erschien und viele Traditionen des Coven offenbarte, sowie den Grundstein für die schriftliche Fixierung des Wicca legte. Bis heute ist der New-Forest eine der Regionen mit den meisten Wiccas in England und hat im Neopaganismus den Status eines Kultorts erreicht.